# Capsicum pubescens
Capsicum pubescens  is een botanische naam van een chilipepersoort in de nachtschadefamilie (Solanaceae). Deze soort komt met name in Midden- en Zuid-Amerika voor. In de Peruviaanse keuken is deze peper bekend onder de naam rocoto. Op de Scovilleschaal is de heetheid tussen de 50.000 en 250.000.

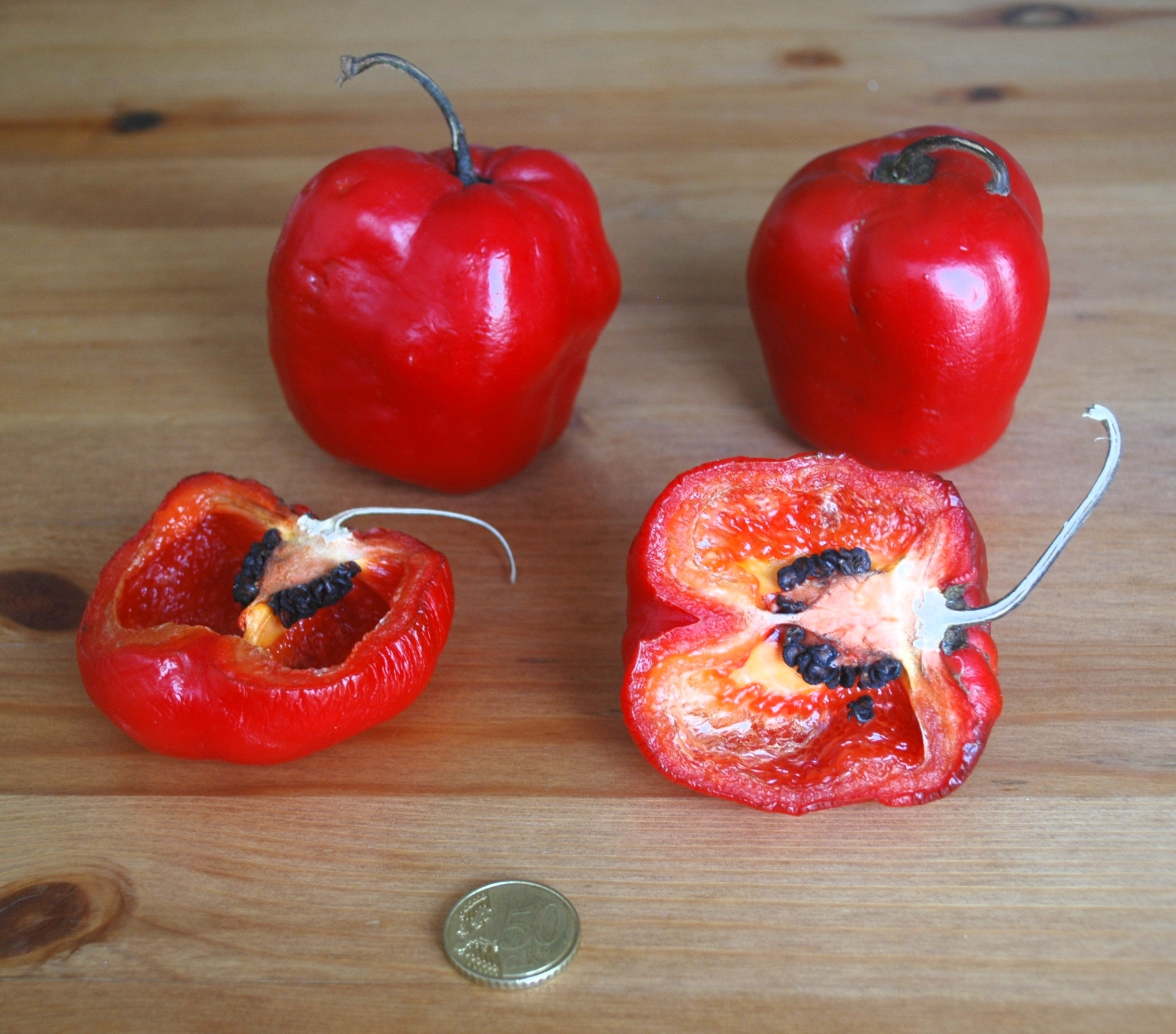
Pepers met zwart zaad

... · 
C. annuum (Jalapeño, cayennepeper, paprika) · 
C. baccatum (Aji, peppadew) · 
C. chinense (Habanero, Bhut Jolokia, Madame Jeanette, Trinidad Scorpion Butch Taylor, Carolina Reaper) · 
C. frutescens · 
C. frutescens var. tabasco (Tabasco) · 
C. pubescens (Rocoto) · 
...